# Изоляция (тюрьма)
«Изоляция» — тюрьма, расположенная в Донецке. Появилась после того, как 9 июня 2014 года представители самопровозглашённой Донецкой Народной Республики захватили территорию художественного фонда «Изоляция» и превратили её в закрытый тайный объект Министерства госбезопасности(МГБ) ДНР. На территории этого объекта тренируются военные ДНР, функционирует склад украденных автомобилей, военной техники и оружия, а также незаконно удерживаются люди, которых подвергают пыткам. Тюрьма имеет статус секретной. Приговоры, по которым удерживаемые находятся в «Изоляции», выносятся судами ДНР без надлежащего расследования.

## Тюрьма
9 июня 2014 года боевики ДНР вторглись на территорию бывшего завода по производству изоляционных материалов, где располагался арт-фонд «Изоляция», реализовавший за этот период ряд художественных проектов. По словам Романа Лягина, участвовавшего в захвате, помещения предназначались для размещения гуманитарной помощи из Российской Федерации. По словам Леонида Баранова, на тот момент министра государственной безопасности ДНР, в «Изоляции» размещалась порнография, выдаваемая за искусство, которая «развращала славян». Также он обвинял работников фонда в распространении славянофобии. По мнению Любови Михайловой, основательницы фонда, причиной захвата территории могла быть ценная инфраструктура — обустроенная территория в 7,5 га.
По мнению российского издания «Московский Комсомолец», заключённые «Изоляции» могут сидеть за решеткой годами без суда и следствия, а попадают в суд только перед обменом с украинской стороной. Журналисты издания МК отметили, что больше всего при общении с украинскими узниками «Изоляции» поражают их пропитанные сочувствием рассказы о безнадежно застрявших в заключении сокамерниках — гражданах России и просто бывших местных ополченцах, которым никакой обмен или консульская помощь в непризнанной республике не светит. Таких, по их оценкам, в местах заключения ДНР до 30 %.
По данным отчёта организации Немецко-Русский обмен и Медийной инициативы за права человека, на данной территории с июня 2014 года расположился батальон «Восток», а в помещениях стали содержать пленных и гражданских заложников.
Управление Верховного комиссара ООН по правам человека задокументировало случай, когда в августе 2014 года член «специального комитета» батальона «Восток» Донецкой народной республики исчез после того, как другие члены его батальона поместили его под стражу в здании платформы культурных инициатив «Изоляция» в Донецке. В мае 2015 г. в водном резервуаре в Донецке было найдено его обезглавленное тело.
В отчёте ООН «Сексуальное насилие, связанное с конфликтом в Украине» задокументирован случай похищения в июне 2015 года представителями «МГБ ДНР» беременной женщины, которую подвергали избиениям, пыткам и а также попытались изналиловать.  Сепаратисты заявили ей, что она будет находиться в тюрьме до тех пор, пока «не перевоспитается и не полюбит "Донецкую народную республику"».
По данным отчёта Управления Верховного комиссара ООН по правам человека за период с 16 ноября 2019 года по 15 февраля 2020 года, в «Изоляции» удерживаемые лица подвергаются пыткам, в том числе электрическим током и через имитацию казни, и сексуальному насилию. Согласно отчету, допросы при этом осуществляют представители министерства государственной безопасности ДНР. Журналист Станислав Асеев, удерживаемый в 2017—2019 годы в тюрьме «Изоляция» полагает, что на территории этой тюрьмы были совершены преступления, которые можно квалифицировать как военные.

## Дело Романа Лягина
В июне 2019 года Роман Лягин был задержан представителями СБУ. Его обвили в участии в террористической организации, посягательстве на территориальную целостность Украины, а также в государственной измене за организацию референдума относительно статуса ДНР, результаты которого не были признаны Украиной, ЕС и США. Один из эпизодов преступной деятельности, которую прокурор инкриминирует Лягину — захват территории фонда «Изоляция» «в составе незаконного вооруженного формирования ДНР». Представители фонда и бывшие узники тюрьмы «Изоляция» настаивают на личной ответственности Романа Лягина за захват помещений и их последовательное превращение в секретную тюрьму.

## Декорации для пропагандистских материалов
На территории «Изоляции» состоялись съёмки фейковых фотографий и видео, призванных демонстрировать, что боевики ИГИЛ якобы воюют на стороне Украины вместе с бойцами украинского Азова. Расследование, которое провели журналисты Би-би-си с помощью сервиса Викимапия, позволило установить место съёмки и опровергнуть фейк.

## Уголовное расследование
По данным пресс-службы МВД Украины, «есть информация о более 50 боевиков, которые были причастны к военным преступлениям в тюрьме Изоляция», объявлено заочное подозрение двум подозреваемым — конвоиру и охраннику. По данным правоохранителей, доказательства собраны на базе свидетельств более 40 потерпевших, 10 из них женщины.

## Документальные и творческие работы
- В 2018 году вышел сборник эссе «В Изоляции» журналиста Станислава Асеева (Васина), который сам по обвинению в шпионаже содержался в тюрьме ДНР[39].
- В 2020 году был снят документальный фильм «Концлагерь Изоляция» режиссёра Сергея Иванова[40].